# Альтдорф (Беблінген)
Альтдорф-бай-Беблінген (нім. Altdorf bei Böblingen) — громада в Німеччині, знаходиться в землі Баден-Вюртемберг. Підпорядковується адміністративному округу Штутгарт. Входить до складу району Беблінген.
Площа — 17,47 км2. Населення становить 4585 ос. (станом на 31 грудня 2020).